# HMS Queen Elizabeth (R08)
El HMS Queen Elizabeth es un portaviones de propulsión por turbinas de gas y motores diésel  de la clase Queen Elizabeth de la Royal Navy, así nombrado en honor al acorazado HMS Queen Elizabeth el cual fue el líder de la clase de acorazados Queen Elizabeth; es un portaaviones de grandes dimensiones construido para la Royal Navy, fue botado el 4 de julio de 2014 y  fue entregado oficialmente en mayo de 2017, con capacidad operativa prevista para el año 2020. Su primer oficial al mando es el comodoro sir Jerry Kyd, el excapitán del HMS Ark Royal y el HMS Illustrious.
El Queen Elizabeth tiene un tamaño parecido a la clase Almirante Kuznetsov y desplaza alrededor de 65 000 toneladas, el triple que los clase Invincible. Una de las novedades aeronáuticas de esta clase es que no porta Harriers, sino los F35B. 
En diciembre de 2018 completó las pruebas con dichas aeronaves en territorio estadounidense.
Tiene su base en Portsmouth.

## Construcción

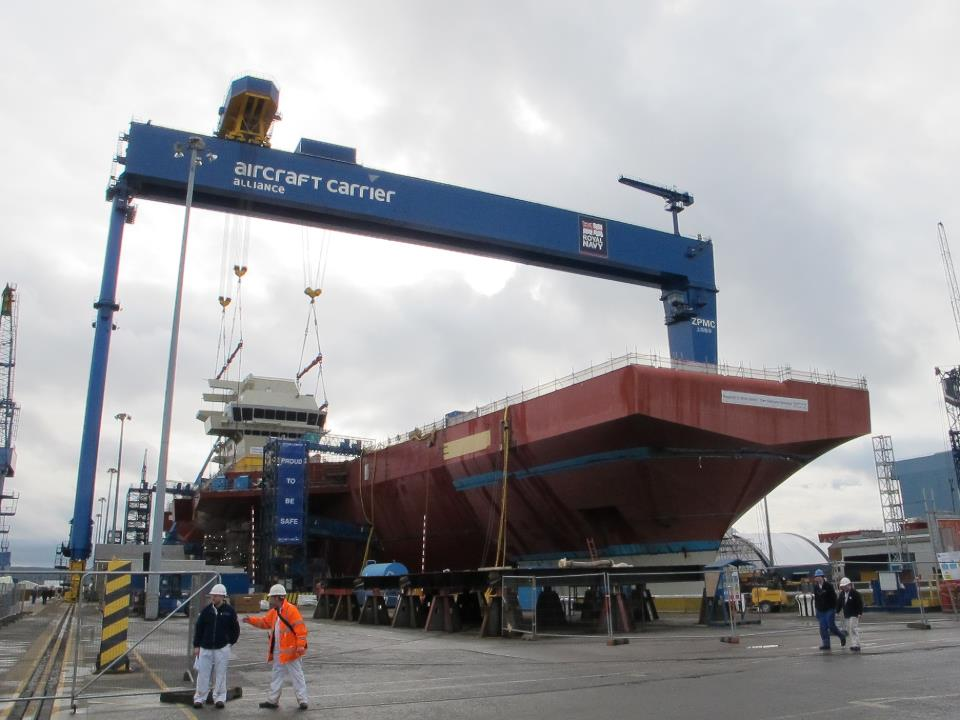
El buque en el astillero, con la isla de proa ya instalada en su lugar.

La construcción del Queen Elizabeth comenzó en 2009. El montaje tuvo lugar en Rosyth Dockyard a partir de nueve bloques construidos en seis astilleros del Reino Unido: BAE Systems Surface Ships en Glasgow, Babcock en Appledore, Babcock en Rosyth, A&P Tyne en Hebburn, BAE en Portsmouth y Cammell Laird (cubiertas de vuelo) en Birkenhead.
Fue botado en Rosyth el 4 de julio de 2014 por la reina Isabel II. El barco salió a flote del dique seco la mañana del 17 de julio de 2014. El acondicionamiento se completó a finales de 2015 y la tripulación se trasladó a bordo en mayo de 2016. A lo largo de 2017 estuvo haciendo pruebas de mar.

## Historial operativo

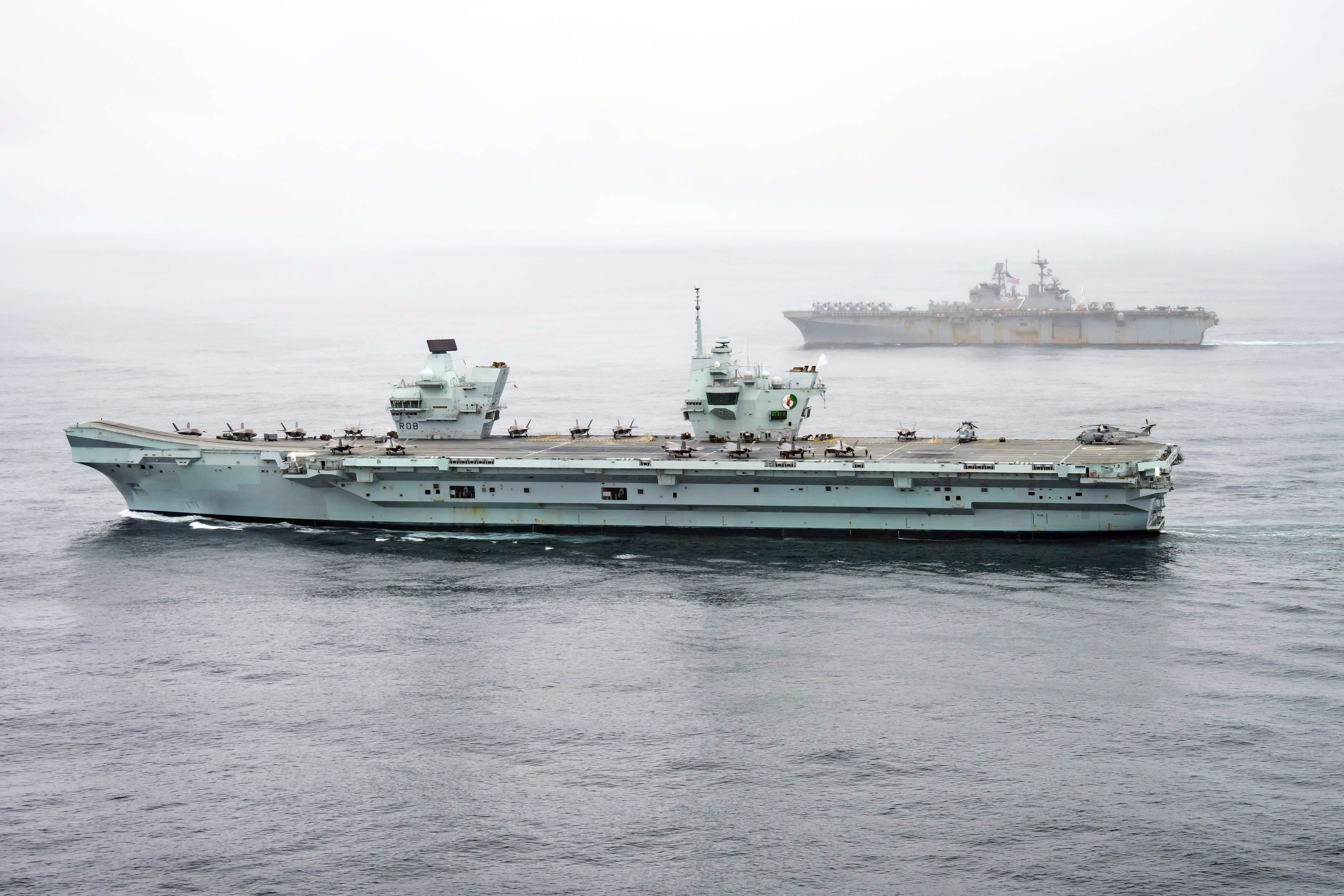
El HMS Queen Elizabeth navegando con el USS Iwo Jima en el año 2021.

Fue dado de alta en la Royal Navy el 7 de diciembre de 2017. En 2018 participó en el ejercició Westlant 18 y embarcó por primera vez aviones F-35B. En 2019 inició su segundo crucero Westlant 19. En 2020 participó en el ejercicio Joint Warrior de la OTAN. 
En 2021 participó en el ejercicio Carrier Strike Group 21. El 16 de noviembre de 2021, uno de los cazas F-35B del portaaviones, ZM152 del Escuadrón 617, se estrelló durante operaciones en el Mediterráneo. El piloto pudo eyectarse de manera segura.